# Jørn Stubberud
Jørn Stubberud ps. Necrobutcher (ur. 13 kwietnia 1968) – norweski basista, współzałożyciel blackmetalowego zespołu Mayhem.
Założył Mayhem wraz z perkusistą Kjetilem Manheimem i Øysteinem Aarsethem (Euronymous). Odszedł z tego zespołu w 1991 po samobójczej śmierci wokalisty Pera Yngvego Ohlina (Dead). Wrócił do Mayhem w 1994, gdy grupa reaktywowała się po śmierci Euronymousa, gra w niej do dzisiaj. Udzielał się także w innych zespołach, takich jak: L.E.G.O., Kvikksølvguttene, Bloodthorn i Checker Patrol.

## Filmografia
- Norsk Rocks Historie (2004, serial dokumentalny, produkcja: NRK1)[2]
- Metal: A Headbanger’s Journey (2005, film dokumentalny, reżyseria: Sam Dunn, Scot McFayden)[3]
- Death Metal Murders (2005, film dokumentalny, produkcja: BBC Two, Sam Bagnall, Elena Cosentino)
- Once Upon a Time in Norway (2007, film dokumentalny, reżyseria: Pål Aasdal, Martin Ledang)[4]